# Parque Tecnológico Mato Grosso

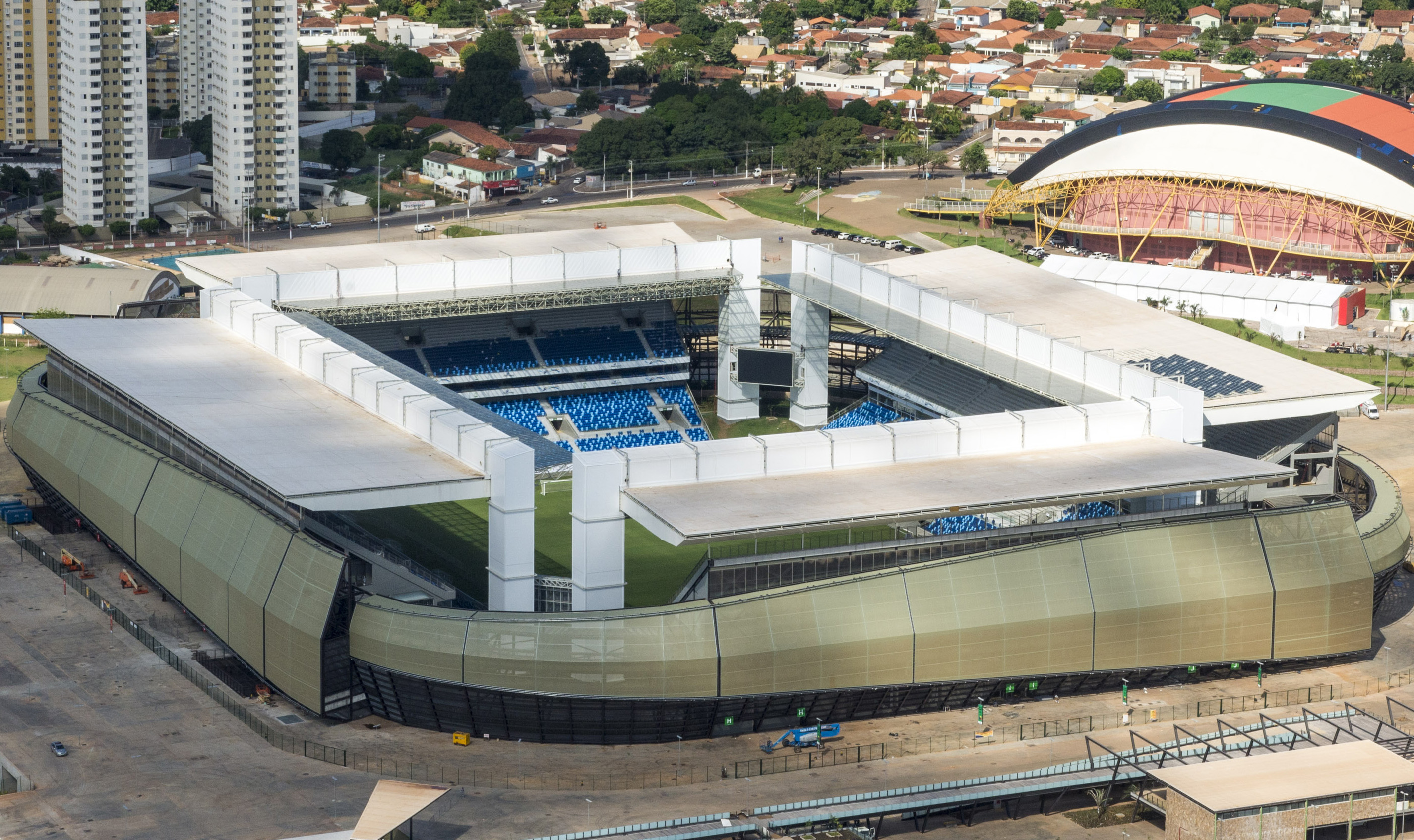
Arena Pantanal, sede do embrião do Parque Tecnológico Mato Grosso

O Parque Tecnológico Mato Grosso  é um empreendimento para a promoção de ciência, tecnologia e inovação pertencente ao Governo de Mato Grosso por meio da Secretaria de Ciência e Tecnologia (SECITEC) e ao Fundação de Amparo a Pesquisa de Mato Grosso (FAPEMAT). Está localizado inicialmente na Arena Pantanal e posteriormente estará sediado no bairro Chapéu do Sol, na cidade de Várzea Grande na Região Metropolitana de Cuiabá no estado de Mato Grosso.

## Estrutura
Com atuação nas áreas do Agronegócio, Biotecnologia, Geociências, Química Verde e Novos Materiais e Tecnologias da Informação e comunicação, o parque estará dividido em três módulos: Parque Tecnológico (espaço para o desenvolvimento de inovação pelas empresas), Parque de Serviços (focado na promoção de serviços para empresas, industrias e comunidade) e Parque Cientifico (espaço para formação e qualificação de pessoas, núcleos de universidades, laboratórios e centros de P&D).  Contando com uma área de 80 hectares (sendo 16 do governo do estado e 64 da iniciativa privada) localizado no bairro Chapéu do Sol em Várzea Grande, estarão próximas ao Campus de Várzea Grande da Universidade Federal de Mato Grosso, campus do Instituto Federal de Mato Grosso e também ao campus da Universidade do Estado de Mato Grosso na região.